# Spergularia azorica
Spergularia azorica — вид трав'янистих рослин з родини Гвоздичні (Caryophyllaceae), ендемік Азорських островів.

## Опис
Трава 5–30 см заввишки; маленькі яскраво-зелені листки із залозистими волосками, квіти білі.

## Поширення
Ендемік Азорських островів (мешкає на усіх дев'яти островах).